# جوناس داهل
جوناس داهل (بالدنماركية: Jonas Dahl)‏ هو مدير وسياسي دانمركي، ولد في 26 فبراير 1978 براندرس في الدنمارك. حزبياً، نشط في حزب الشعب الاشتراكي. وقد انتخب عضو فولكتنغ ‏ عن دائرة East Jutland (Folketing constituency) ‏ وقد انضم خلال فترته النيابية ‏  للكتلة البرلمانية حزب الشعب الاشتراكي وانتخب عضو فولكتنغ ‏ عن دائرة East Jutland (Folketing constituency) ‏ وقد انضم خلال فترته النيابية ‏  للكتلة البرلمانية حزب الشعب الاشتراكي وانتخب عضو فولكتنغ ‏ عن دائرة East Jutland (Folketing constituency) ‏ وقد انضم خلال فترته النيابية ‏ ( – 7 أغسطس 2016)  للكتلة البرلمانية حزب الشعب الاشتراكي.